# Кониршаулинський сільський округ
Кониршаули́нський сільський округ (каз. Қоңыршәулі ауылдық округі, рос. Коныршаулинский сельский округ) — адміністративна одиниця у складі Урджарського району Абайської області Казахстану. Адміністративний центр — село Таскескен.
Населення — 2425 осіб (2021; 3108 у 2009, 4406 у 1999, 5594 у 1989).
Станом на 1989 рік існувала Кониршаулинська сільська рада (села Таскескен, Ушбулак) з центром у селі Таскескен колишнього Таскескенського району.

## Склад
До складу округу входять такі населені пункти:
| Населений пункт | Старі назви | Населення, осіб (1989) | Населення, осіб (1999) | Населення, осіб (2009) | Населення, осіб (2021) |
| --------------- | ----------- | ---------------------- | ---------------------- | ---------------------- | ---------------------- |
| Таскескен, село | -           | 5279                   | 4225                   | 2999                   | 2404                   |
| Ушбулак, село   | Уш-Булак    | 315                    | 181                    | 109                    | 21                     |